# Писаренко Леонід Опанасович
Леоні́д Опана́сович Писаре́нко (* 25 лютого (10 березня) 1907, Знам'янка — † 23 січня 1979, Київ) — український художник театру. Заслужений художник УРСР (1977).

## Біографічні відомості
1936 року закінчив Харківський художній інститут. Навчався у Бориса Косарєва.
Учасник Великої Вітчизняної війни.
Був членом КПРС (від 1941 року).
Нагороджено орденами Вітчизняної війни першого та другого ступенів, орденом Червоної Зірки, медалями.

## Творчість
Серед оформлених вистав:
- «Педагогічна поема» за твором Антона Макаренка (1939, Харківський театр юного глядача),
- «Лісова пісня» Лесі Українки (1949, Київський театр імені Лесі Українки),
- балет «Берег щастя» К. Спадавеккіа (1956, Київський театр опери та балету),
- опера «Енеїда» Миколи Лисенка (1957, Київський театр опери та балету),
- «Зупиніться!» І. Рачади (1963, Київський український драматичний театр імені Івана Франка),
- «Де тирса шуміла» Анатолія Шияна (1964, Київський український драматичний театр імені Івана Франка).

Виконав панно «Наука» в Будинку культури села Сутиски Вінницької області (1965).